# わらわ
わらわ、わらは（童、私、妾）は、わらわらとしたオカッパ頭の髪型をした10歳前後の子供。複数形は「わらべ」。
漢字の「童」「妾」の形の由来は明らかではない。なお、文字の上部の「立」について入墨の道具を象ったものと説明されることがあるが、これは根拠のない誤った分析に基づくもので、実際には頭の飾りを描いたものと考えられている。

## 概要
「わらわ（童）」は大辞泉で以下の四つの意味が掲載されている。
1. 束ねないで垂らしたままの髪。童形の髪。また、そうした10歳前後の子供。童児。童女。わらべ。
2. 使い走りの子供。召使い。
3. 五節の童女（ごせちのわらわ）。同音でも五節の童、五節の女と異なる漢字表記がある。五節の舞姫に付き従う童女で、舞姫1人に2人ずつ付く[9]。
4. 寺院で召し使う少年。

そして「わらわ（童）」の意から派生したのが、女性がへりくだって自分をいう語「わらわ（私、妾）」である。一人称の人代名詞であり、近世では特に武家の女性が用いた。